# Hereward the Wake
Hereward the Wake (udtalt /ˈhɛrɪwəd/) (c. 1035 – ca. 1072), (også kendt som Hereward the Outlaw eller Hereward the Exile) var en angelsaksisk adelsmand og leder af et lokalt oprør under den normanniske erobring af England. Hans base, hvorfra han ledte oprøret mod normannerne, lå på Isle of Ely i East Anglia. Ifølge legenden flakkede han om i the Fens, som dækkede North Cambridgeshire, Southern Lincolnshire og West Norfolk, hvor han ledede en populær opposition til Vilhelm Erobreren.
Hereward var et oldengelsk navn, der består af here, "hær" og ward "vagt" (beslægtet med det oldhøjtyske navn Heriwart).  Tilnavnet "the Wake" kendes fra 1300-tallet og betyder "den vagtsomme" eller er afledt af den angelnormanniske Wake-familie som senere hævdede at nedstamme fra ham.